# كينغ كولمان
كينغ كولمان (بالإنجليزية: King Coleman)‏ هو مغن مؤلف أمريكي، ولد في 20 يناير 1932 في تامبا في الولايات المتحدة، وتوفي في 11 سبتمبر 2010 في ميامي في الولايات المتحدة.

## وصلات خارجية
- كينغ كولمان على موقع ميوزك برينز (الإنجليزية)
- كينغ كولمان على موقع ديسكوغز (الإنجليزية)